# Награда за музикален клип на Ем Ти Ви
Наградата за музикален клип на Ем Ти Ви (съкратено НМК, на английски: VMA от MTV Video Music Award) е награда, представяна от кабелната телевизия Ем Ти Ви (MTV) в чест на най-добрите творци в средите на музикалните клипове. Първоначално е замислена като алтернатива на наградите „Грами“ (във категорията за клипове), но впоследствие добива известност като „Оскарите за младежи“. Това е признание на способността на церемонията по връчването на НМК да привлича вниманието на милиони младежи от тийнейджъри до 20 и няколко годишни всяка година. До 2001 г. НМК се превръща в търсена награда. Статуетката, която се връчва на победителите, представлява космонавт, който е кацнал на Луната – един от най-ранните образи на Ем Ти Ви. Тя е създадена от „Манхатън Дизайн“, които са дизайнерите на оригиналното лого на Ем Ти Ви.
Годишната церемония по връчването на Наградите за музикален клип на Ем Ти Ви обикновено се провежда в средата на септември и е предавана на живо по Ем Ти Ви. Първата такава церемония е проведена през 1984 г. в „Рейдио Сити Мюзик Хол“ в Ню Йорк. Другите церемонии се провеждат в други градове, като Лос Анджелис, Маями и Лас Вегас.